# Andreea Mihart
Andreea Ana-Maria Mihart (n. 11 noiembrie 1999, în Ploiești) este o handbalistă română care joacă pentru echipa SCM Craiova pe postul de extremă stânga. Mihart a fost componentă a echipei naționale de junioare și a echipei naționale pentru tineret a României.

## Biografie
Andreea Mihart a început să joace handbal la echipele Clubului Sportiv Municipal din Ploiești. În 2015 a făcut parte din echipa de junioare II care a câștigat medalia de argint la campionatul rezervat pentru această categorie de vârstă. În 2016 a fost promovată la echipa de senioare a clubului, cu care a jucat două meciuri în Cupa EHF. În sezonul 2017-2018 a jucat pentru CSU Danubius Galați, iar în vara anului 2018 a ajuns la HC Zalău, cu care a jucat din nou în Cupa EHF. În 2023 Mihart s-a transferat la CSM Târgu Jiu. Din 2024 Mihart joacă pentru SCM Craiova.
În 2016, Mihart a fost convocată la echipa U18 a României care a luat parte la Campionatul Mondial din Slovacia. În iunie 2018, Mihart a participat cu echipa U20 a României la Scandinavian Open 2018, iar în luna iulie a făcut parte din selecționata națională care s-a clasat pe locul 8 la Campionatul Mondial U20 din Ungaria.

## Palmares
- Liga Europeană:
  - Grupe: 2024

- Cupa EHF:
  - Turul 2: 2010, 2019

- Cupa României:
  -  Medalie de bronz: 2019, 2021

- Campionatul național de junioare II::
  - Medalie de argint: 2015[6]